# Dreaming Is Sinking /// Waking Is Rising
Dreaming Is Sinking /// Waking Is Rising es el tercer álbum de estudio de la banda estadounidense de post-hardcore Dayseeker. Fue lanzado el 14 de julio de 2017 a través de Spinefarm Records y fue producido por Josh Schroeder.

## Lista de canciones
Todas las canciones escritas y compuestas por Dayseeker. 
| N.º | Título                                                             | Duración |  |
| 1.  | «Dreaming Is Sinking»                                              | 0:44     |  |
| 2.  | «Vultures»                                                         | 4:00     |  |
| 3.  | «Cold, Dark Winter»                                                | 3:19     |  |
| 4.  | «Abandon»                                                          | 4:02     |  |
| 5.  | «Sleep in the Sea – Pt. II» (con Garrett Russell de Silent Planet) | 4:38     |  |
| 6.  | «Six Feet Under»                                                   | 4:30     |  |
| 7.  | «Hanging by a Thread»                                              | 1:56     |  |
| 8.  | «Desolate»                                                         | 3:48     |  |
| 9.  | «Carved from Stone»                                                | 4:37     |  |
| 10. | «Come Hell or High Water» (con J.T. Cavey de Erra)                 | 3:59     |  |
| 11. | «Counterpart»                                                      | 4:34     |  |
| 12. | «Waking Is Rising»                                                 | 4:48     |  |

## Personal
Dayseeker
- Rory Rodriguez - voz principal
- Gino Scambelluri – guitarra principal, coros
- Shawn Yates - guitarra rítmica
- Ramone Valerio - bajo
- Mike Karle - batería, percusión

Músicos adicionales
- Garrett Russell: voz (pista 5).
- J.T. Cavey: voz (pista 10).